# Le Controis-en-Sologne
Le Controis-en-Sologne é uma comuna francesa na região administrativa do Centro-Vale do Loire, no departamento de Loir-et-Cher. Estende-se por uma área de 100.41 km². Em 2010 a comuna tinha 6 940 habitantes (densidade: 69,1 hab./km²).
Foi criada em 1 de janeiro de 2019, a partir da fusão das antigas comunas de Contres (sede da comuna), Feings, Fougères-sur-Bièvre, Ouchamps e Thenay.